# Biosolarización
La biosolarización es una tecnología alternativa a la fumigación del suelo utilizada en agricultura. Está estrechamente relacionada con la biofumigación y la solarización del suelo, o el uso de la energía solar para controlar nematodos, bacterias, hongos y otras plagas que dañan los cultivos.
En la solarización, el suelo se cubre con un mantillo y una lona para atrapar la radiación solar y calentar el suelo a una temperatura que mate las plagas. La biosolarización añade el uso de enmiendas orgánicas o compost al suelo antes de cubrirlo con plástico, lo que acelera el proceso de solarización al disminuir el tiempo de tratamiento del suelo gracias al aumento de la actividad microbiana.
La investigación llevada a cabo en España sobre el uso de la biosolarización en la producción de fresas ha demostrado que es una opción sostenible y rentable. La práctica de la biosolarización se está utilizando entre las pequeñas explotaciones agrícolas de California. 
La biosolarización es una práctica creciente en respuesta a la necesidad de métodos para la solarización orgánica del suelo. La opción de un uso más generalizado de la biosolarización está siendo estudiada por investigadores del Western Center for Agricultural Health and Safety de la Universidad de California en Davis con el fin de validar la eficacia de la biosolarización en la agricultura comercial de California, donde tiene el potencial de reducir en gran medida el uso de fumigantes convencionales. La biosolarización también puede utilizarse como práctica de gestión de residuos orgánicos. 